# Frederik Deburghgraeve
Frederik (Fred ou Fredje) Deburghgraeve, né le 1er juin 1973 à Roulers, est un ancien nageur belge spécialiste des épreuves de brasse. En remportant la médaille d'or sur l'épreuve du 100 m brasse aux Jeux olympiques d'Atlanta en 1996, il est devenu le premier champion olympique belge de natation. 
Révélé chez les juniors grâce à deux médailles aux championnats d'Europe juniors en 1990, le jeune belge participe rapidement aux grandes compétitions. Ainsi, il dispute les qualifications du 100 m brasse lors des Jeux olympiques de Barcelone en 1992 mais ne parvient pas à franchir le cap de ces éliminatoires. Deux années plus tard, le Belge remporte la médaille de bronze lors des championnats du monde de Rome sur le 100 m brasse. Il affirme sa supériorité continentale en remportant le titre européen l'année suivante sur la même distance. Plus encore, il établit un nouveau record du monde en petit bassin sur le 50 m brasse en 1996. Il connaît la consécration ultime la même année en remportant la médaille d'or sur le 100 m brasse aux Jeux d'Atlanta, avec le record du monde à la clé. Enfin, il obtient le titre mondial sur sa discipline de prédilection en 1998 avant de prendre sa retraite en 2000 fort d'un palmarès inégalé pour un nageur belge consacré par trois titres de sportif belge de l'année.

## Palmarès

### Jeux olympiques
- Jeux olympiques de 1996 à Atlanta (États-Unis) :
  -  Médaille d'or du 100 m brasse (1 min 0 s 65).

### Championnats du monde
- Championnats du monde 1994 à Rome (Italie) :
  -  Médaille de bronze du 100 m brasse (1 min 1 s 79).

- Championnats du monde 1998 à Perth (Australie) :
  -  Médaille d'or du 100 m brasse (1 min 1 s 34).

### Championnats d'Europe
- Championnats d'Europe 1995 à Vienne (Autriche) :

- -  Médaille d'or du 100 m brasse (1 min 1 s 12).
  -  Médaille de bronze du 200 m brasse (2 min 14 s 01).

## Records
- Record du monde du 100 m brasse, en 1 min 0 s 60, le 20 juillet 1996 à Atlanta lors des Jeux olympiques d'été.